# الحني
الحني مستوطنة قديمة تقع في الحائر وسط المملكة العربية السعودية تعود للعصور الإسلامية المبكرة .

## الموقع
تبلغ مساحة المستوطنة 1.5 كم طولًا وحوالي 0.5 كم عرضًا، وتقع على الطريق الموصل إلى الحائر جنوب مدينة الرياض في منطقة واسعة وجبلية تطل على وادي حنيفة، وفي منطقة تلتقي بها الشعاب مع الوادي الرئيس.

## الاستكشاف
رغم أن المستوطنة تحتوي على الكثير من الكتابات الإسلامية الأثرية؛ ما يؤكد انتماءها للعصور الإسلامية القديمة، فقد ظلمتها كتب التاريخ، ولم يأتِ ذِكرها في أي منها، حتى الكتب الغربية تجاهلت ذِكرها بشكل غريب، فعندما زار المستكشف البريطاني هاري سنت جون فيلبي مدينة الحائر عام 1336 هـ الموافق 1918م ، لم يذكر شيئًا عنها رغم وضوح آثارها, مع أنها ذات منشآت حجرية واضحة من على سطحها. ويتلخص العمل فيها في كتابة أحد الباحثين عنها، وقيام باحث آخر بزيارتها وعمل مجسات فيها، وأخيرًا مسح وكالة الآثار والمتاحف المنفذ عام 1414 هـ الموافق 1994م المنشور عام 1420 هـ الموافق 2000م.
لم يتحدث أحد من البلدانيين المسلمين المبكرين عن هذه المستوطنة بالاسم الذي تعرف به اليوم، ومع ذلك يظن البعض أن قرية المصانع التي ذكرها الهمداني في نصه عن بعض قرى وادي حنيفة المنتشرة في المنطقة التي يقع فيها الموقع، هي المستوطنة المعنية بالحديث. فقد جاء في نصه: «ثم ترجع في بطن العرض (وادي حنيفة) عرض بني عدي، فأولها القرُّي، قري بني يشكر، ثم القلتين لبني يشكر وعن يسار ذلك (الشعبتان) وهما لبني َضوْر من قيس بن ثعلبة، عن يسارهما (واديلحا)، أسفله لبني يشكر وأعلاه لضور من قيس بن ثعلبة، ثم ترجع إلى بطن العرض (فالفارعة فالموصل) لبني يشكر ثمَ ضوْر ثم (منفوحتان) وهما المنافيح لبني قيس بن ثعلبة». بعد تحقيق النص وابداء عدد من الأسباب يرى أحد الباحثين أن الموقع هو مستوطنة المصانع القديمة.

## الآثار
ويتكون الموقع من قسمين، القسم الأول نشأ على سفح جبلي يقع جنوب السهل ويرتفع عن المجرى بنحو 3 متر، وهو أرفع مكان في المنطقة ، ويقع على الجانب الغربي لبطن الوادي. ويتكون من أساسات جدارية لها امتدادات طويلة يعتقد أنها كانت تحيط بالمزروعات. وذكر أن هناك ردهات سكنية تقع في وسط الأسوار في أمكنة متباعدة ومشيدة بمادة الأحجار شبه المشذبة، وجاء على ذكر الآبار التي يبدو أن أغلبها قد اندثر ، ويوجد أربع منها، يبلغ قطر الواحدة ثلاثة أمتار تقريبًا، ويظهر على بعضها طوي بالحجارة. ويوجد في الموقع سدود مائية ومصادر في شعيب يطلق عليه محلي اسم (شعيب أبو خيسة) وهو يأتي من الجهة الغربية متجهًا إلى وادي حنيفة، وأهم تلك السدود أربعة تراوح أطوالها بين 3 و 13 متر، وحجارتها المشذبة، وعرض جدرها يراوح بين 60 و 80 سم، ويبلغ ارتفاع ما تبقى من أحدها المتر ونصف المتر. وتوجد آبار في الموقع منها ما هي دائرية الشكل، ومنها المطوية، وغير المطوية.
أما القسم الثاني فيتكون من الوحدات المعمارية الواقعة في أعلى التلال المطلة شرقًا على وادي حنيفة ، وهو يتصل مع القسم الأول مباشرة، ويحتوي على حي سكني شبه متكامل تري فيه أساسات المنازل، وتقسيماتها الداخلية، ومادة بنائها الحجارة شبه المشذبة.
ً
ونفذ أحد الباحثين مجسًا اختباري في غرفة صغيرة تقع في طرف قصر تبلغ مساحته 30 في 20 متر حيث يكون جزء من المجس داخل الغرفة وآخر خارجها. وتبلغ مساحة المجس 4.16 في 3.7 متر بعمق متر واحد. وبعد أن وصل إلى أرضية الغرفة كسر مساحة منها تبلغ 98 في 70 سم ليتأكد من العمق الاستيطاني في الموقع. كانت نتيجة المجس أنه اتضح أن أسوار القصر مبنية بالحجارة وأن سقفه مغطى بالطين، كما اتضح أن الأساس الحجري ينتهي عند عمق 30 سم أسفل أرضية الغرفة التي يبلغ سمكها 12 سم، وأن القصر يمثل فترة استيطانية واحدة.

## المكتشفات الأثرية
- كسر من الأواني الفخارية بعجائن مختلفة الألوان وصناعتها متوسطة تعود إلى القرنين الثاني والثالث هجري .
- كسر من الأواني الفخارية المزججة بطبقة تزجيج لونها أزرق و أزرق غامق مائل إلى اللون الأسود تعود إلى القرنين الثاني والثالث هجري .
- كسر من الحجر الصابوني يبدو أنها استخدمت مسارج للإضاءة .
- كسر من أوانٍ زجاجية غير سميكة لونها أخضر فاتح ولها شفافية متوسطة .
- خزرة ذات لون أصفر لعقد من حلي النساء .
- عملة نحاسية تعود إلى العصر العباسي من فئة الفلس كتب على الوجه : لا إله إلا الله ومن الظهر : محمد رسول الله . بينما على الإطار كتابات غير واضحة من بينها كلمة ضرب.[1]